# Solorazaf
Solo Razafindrakoto dit Solorazaf est un guitariste et compositeur malgache de world jazz et de world music, né à Montpellier et ayant passé son enfance à Madagascar.
Solorazaf a joué et/ou enregistré en Europe et aux États-Unis avec Dizzy Gillespie, Miriam Makeba, Graeme Allwright, Nina Simone, Maxime Le Forestier, Rakoto Frah, Ray Lema, Hugh Masekela, Jean-Félix Lalanne, Bob Brozman, Franco, Michel Haumont, Jacques Stotzem, Nicolas Vatomanga, Erick Manana, Justin Vali, Daniel Tombo, Romero Lubambo, Aquiles Baez, Fareed Haque, Peter Finger.
Pendant quatorze ans, de 1986 à 2000, il fut le lead guitar de la chanteuse de world jazz d'origine sud-africaine Miriam Makeba.
Depuis 2001 il mène une carrière en solo et se produit dans le monde entier
Autodidacte en musique, l'expérience de vivre trois cultures, malgache par son enfance, sud-africaine par la musique de Miriam Makeba et française par adoption, lui a permis de se bâtir un style original associant notamment le ba gasy (ou salegy)  et le picking.

## Biographie
Solorazaf naît au printemps 1956 à Montpellier et passe ensuite son enfance à Madagascar. À partir de 1979, il accompagne de nombreux artistes de scène et de studio (variétés, musiques africaines, chants pour enfants).
Solorazaf devient très tôt, à 17 ans, un des premiers musiciens de studio de Tananarive. Engagé avec d’autres musiciens par l’unique studio Discomad de la Grande Ile, il a joué de la guitare, de la basse et de la batterie pour les enregistrements de plusieurs artistes issus des différentes régions de Madagascar. Autodidacte (après avoir pris quelques leçons de guitare classique), cette expérience lui permet de commencer à se bâtir un style personnel basé sur les traditions musicales de la grande île. 
Plus tard, il revient en France et s’installe à Paris, joue avec nombreux artistes francophones sur scène et en studio : chansons (Maxime Le Forestier, Graeme Allwright), musique africaine (Ray Lema, Franco), chansons pour enfants. 
De novembre 1986 à août 2000, Solorazaf est "lead guitarist" de Miriam Makeba et fait les tournées mondiales, un tremplin idéal pour affirmer son style très personnel.
À partir de 2001, Solorazaf se consacre entièrement à son répertoire de compositions personnelles et se produit sur les scènes européennes et américaines en « solo guitar performance » (Italie, Allemagne, États-Unis, Québec, Argentine, etc.), ponctué par de nombreuses collaborations : 
- Aux États-Unis  avec le groupe Worlds of Guitar (Romero Lubambo, Aquiles Baez, Fareed Haque, réunion de musiciens imaginée par Charlie Fishman, producteur de Dizzy Gillespie et de David Sánchez.
- En France avec Jean-Félix Lalanne sur plusieurs éditions du spectacle « Autour de la guitare » ou encore avec Louis Winsberg « les 3 Afrique ».
- En Italie et au Québec avec Bob Brozman.
- En Europe en compagnie de Peter Finger, fondateur du « International Guitar Night », Michel Haumont et Jacques Stotzem.

## Instruments
- une guitare 6 + 1 "walnut", guitare à six cordes plus une corde MI grave accordée à l'octave en dessous afin de jouer les lignes de basses qui le manquent parfois en tant qu'ancien bassiste,
- une guitare "petite" accordée en DO, open tuning très inspirant pour jouer la musique malgache "ba gasy".[réf. souhaitée]

## Récompenses
Solorazaf a reçu le prix « Opus » Montréal-Canada 2011, conjointement avec Sébastien Dufour, pour leur spectacle commun intitulé « Dans les cordes » .

## Discographie

### Solorazaf (en tant que directeur ou coréalisateur)
- 1993 : Guitare à balanciers.
- 1999 : 9 Pieces of Bizarre (Label Musikela)
- 1999 : 3 rayons de pluie (Melodie)
- 1992 : Malgache Connexion (Auvidis)
- 1996 : Fruits du voyage (Melodie)
- 1997 : "The Moon And The Banana Tree" (Shanachie USA)

### AvecMiriam MakebaetDizzy Gillespie
- 1990 : Live the Future

### AvecMiriam MakebaetHugh Masekela
- 1994 : The USA Tour: Tour of Hope of Hugh

### AvecNina Simone
- 1991 : The 3 Divas Tour avec Nina Simone, Odetta et Miriam Makeba

### AvecRakoto Frah
- Souffles de Vie, avec Rakoto Frah (Grand maître de la flûte sodina)

### AvecErick MananaetJustin Vali
- Bilo _ Malgache Connexion (Choc du Monde de la Musique)
- Razilinah, avec Erick Manana. (Chant /guitare)

### AvecDaniel Tombo
- Toamasina sérénades, avec Daniel Tombo (valiha marovany)

### Avec d'autres artistes
- Fruits du Voyages, CD double (CHOC du Monde de la Musique)

### Enregistrements publics
- 2006 : Rendez Vous A Melting Point (Live en DVD)